# هاوارد مارتین تمین
هاوارد مارتین تمین (به انگلیسی: Howard Martin Temin) (زاده ۱۰ دسامبر ۱۹۳۴ - درگذشته ۹ فوریه ۱۹۹۴) نسل‌شناس اهل آمریکا بود. وی در دهه ۱۹۷۰ به خاطر کشف آنزیم وارونویس در دانشگاه ویسکانسین-مدیسن، به‌همراه دیوید بالتیمور و رناتو دولبکو برنده جایزه نوبل فیزیولوژی و پزشکی سال ۱۹۷۵ شد.